# Music for the Recently Deceased
Music for the Recently Deceased è il secondo album in studio del gruppo musicale australiano I Killed the Prom Queen, pubblicato il 31 luglio 2006.
È il primo e ultimo album degli I Killed the Prom Queen registrato con il cantante Ed Butcher, che ha sostituito il cantante originale Michael Crafter dopo che quest'ultimo fu allontanato dal gruppo subito dopo la fine delle registrazioni. La band assunse quindi Ed Butcher, con cui registrarono nuovamente l'intero disco. Una versione dell'album con Butcher è stata successivamente pubblicata in un disco bonus in una riedizione del 2011.

## Tracce
1. Sharks in Your Mouth – 4:04
2. Say Goodbye – 4:14
3. 666 – 3:39
4. Your Shirt Would Look Better with a Columbian Neck–tie – 3:50
5. The Deepest Sleep – 3:38
6. Bet It All on Black – 4:15
7. Headfirst from a Hangman's Noose – 4:05
8. Sleepless Nights and City Lights – 3:34
9. Slain Upon My Faithful Sword – 4:08
10. Like Nails to a Casket – 4:06
11. There Will Be No Violins When You Die – 2:27

Tracce bonus nella Tour Edition
1. Sharks in Your Mouth (Live) – 4:46
2. Your Shirt Would Look Better With a Columbian Neck-tie (Live) – 3:43
3. Sharks in Your Mouth – 4:04
4. Say Goodbye – 4:14
5. 666 – 3:39
6. Like Nails to a Casket – 4:06
7. Say Goodbye (Music Video)

## Formazione
- Ed Butcher – voce (eccetto nei contenuti bonus)
- Michael Crafter – voce nelle tracce bonus della Tour Edition e nel CD bonus della riedizione del 2011
- Jona Weinhofen – chitarra, tastiera, voce secondaria
- Kevin Cameron – chitarra
- Sean Kennedy – basso
- J. J. Peters – batteria